# My Scene Goes Hollywood: The Movie
My Scene Goes Hollywood: The Movie é um filme de animação de 2005 baseado na franquia de bonecas da My Scene da Mattel. O filme apresenta Barbie e a cantora e atriz americana Lindsay Lohan, que interpreta por si mesma. É o terceiro longa com as personagens My Scene, e o único que foi completo. O filme foi dirigido por Eric Fogel. Embora o título do filme sugira uma viagem a Hollywood, Califórnia, toda a trama se passa na Cidade de Nova York, onde vivem todas personagens de My Scene. Foi lançado pela Buena Vista Home Entertainment sob o selo Miramax Family.

## Sinopse
Ao entrarem em um set para observar as gravações do novo filme da estrela Lindsay Lohan, acabam se tornando atrizes por acaso, mas o que elas não sabiam é que suas vidas mudariam tão bruscamente. Entre amizades destruídas e romances abalados, as garotas vivem os dramas de típicas de estrelas de Hollywood.

## Elenco
- Kelly Sheridan como Barbie[1]
- Kathleen Barr como Madison
- Tegan Moss como Nolee
- Meghan Black como Delancey
- Nicole Bouma como Chelsea
- Brenda Crichlow como Audra
- Mark Hildreth como Sutton
- Alessandro Juliani como River
- Terry Klassen como Jim
- Shane Meier como Ellis
- Kirby Morrow como Hudson
- Samuel Vincent como Ryan
- Ashleigh Ball como Kenzie
- Lindsay Lohan como Ela Mesma[2]
- Harvey Weinstein como Ele Mesmo[3]

## Recepção
My Scene Goes Hollywood: The Movie recebeu críticas negativas.
Lacey Worrell, do DVDTalk, deu ao filme uma crítica negativa, escrevendo que "O enredo deste filme é fino como papel, tornado ainda mais nauseante pela menção frequente da rainha adolescente e dubladora convidada Lindsay Lohan, que neste momento de sua carreira está superexposta na melhor das hipóteses, sua vida pessoal cheia de drama ofuscou seus talentos de atuação. Girando em torno do clichê de amigos para sempre, não é nada que você já não tenha feito muitas e muitas vezes por Mary-Kate e Ashley Olsen. E a atuação é tão dura quanto. A mensagem também parece ser que, independentemente da cor da pele ou origem étnica, todos podem ser tão vazios quanto a Barbie!" Ela encerrou a crítica dizendo "Nem todo entretenimento voltado para crianças precisa ser educacional, porque, convenhamos, os adultos procuram escapar através do entretenimento o tempo todo. Mas toda a apresentação deste DVD é insípida e irreal; vai além do superficial e vai para o vão. Que tal um pouco de substância com o estilo da próxima vez?".